# هستی فروزنده
هستی فروزنده (زاده ؟) بازیکن فوتبال ایرانی است که در باشگاه فوتبال زنان شهرداری سیرجان در لیگ کوثر حضور دارد.

## حرفه

### تیم ملی
وی در تیم ملی فوتبال جوانان دختر ایران حضور داشته است. او همچنین به تیم ملی فوتبال زنان ایران دعوت شد.

### باشگاهی
وی در حال حاضر در باشگاه فوتبال زنان شهرداری سیرجان حضور دارد.